# Траст (телесеріал)
«Траст» (англ. Trust) — американський драматичний серіал, який розповідає про життя та історію найбагатших фінансових кланів США. 

## Сюжет
Перший сезон присвячений клану Гетті та його найвідомішій історії з викраденням спадкоємця клану, молодого Жана Пола Гетті, за якого його дід, найбагатша людина світу Пол Гетті, відмовився сплачувати викуп, вважаючи викрадення інсценуванням своєї морально зіпсованої родини задля витягування з нього грошей.

## У ролях
- Дональд Сазерленд - Пол Гетті
- Гіларі Свонк - Гейл Гетті
- Гарріс Дікінсон - Джон Пол Гетті III
- Майкл Еспер - Джон Пол Гетті Jr.
- Нікола Рігнанезе - Дон Сальваторе
- Амандра Дрю - Белінда
- Брендан Фрейзер - Джеймс Флетчер Чейз